# Fiddler's Green
 For alternative betydninger, se Fiddler's Green (flertydig). (Se også artikler, som begynder med Fiddler's Green)
Fiddler's Green er et mytologisk sted for livet efter døden, hvor der er konstant glæde, en violin der aldrig stopper med at spille og dansere, der aldrig bliver trætte.
I 1800-tallets engelske maritime folklore var det et slags sted for sømænd der havde tjent i mindst 50 år.

## I musik
- En sang kaldet "Fiddler's Green" eller "Fo'c'sle Song", blev skrevet af sangskriveren John Conolly i Lincolnshire. Den er blevet indspillet af en række kunstnere heriblandt; Tim Hart og Maddy Prior til deres album Folk Songs of Olde England Vol. 2 (1968), af The Dubliners på deres album Plain and Simple (1973) og af The Irish Rovers på deres album Upon a Shamrock Shore: Songs of Ireland & the Irish (2000).[4] Det amerikanske sømandsband Schooner Fare krediterer sangen for at have bragt deres band sammen. Sangen bliver sunget over hele verden i maritime kredse og som en del af traditionel irsk folkemusik, og den bliver ofte omtalt som værende en traditionel sang.[5]
- "Fiddler's Green" er en sang fra albummet Road Apples af den canadiske rockgruppe The Tragically Hip, der er blev skrevet til forsangeren Gord Downies yngste nevø Charles Gillespie, der døde før albummet udkom.[6] The track was covered by Welsh band Stereophonics on their 1999 Deluxe album Performance and Cocktails.
- "Fiddler's Green" er en sang fra Marley's Ghosts album Four Spacious Guys (1996).
- Fiddler's Green er titelnummeret og navnet på Tim O'Briens Grammy Award-vindende album fra 2005.
- Fiddler's Green er et tysk folkrockband fra 1990.
- "Fiddler on the Green" er en sang af den tysk-amerikansk powermetal supergruppe Demons & Wizards, fra deres selvbetitlede album fra 1999.
- Fiddler's Green bliver nævnt i Archie Fishers sang "The Final Trawl'" fra albummet Windward Away, der omhandler fiskere hvis levebrød forsvinder.